# Ivankiv, Borșciv
Ivankiv (în ucraineană Іванків) este localitatea de reședință a comunei Ivankiv din raionul Borșciv, regiunea Ternopil, Ucraina.

## Demografie
Componența lingvistică a localității Ivankiv
     Ucraineană (99,65%)
     Alte limbi (0,35%)
Conform recensământului din 2001, majoritatea populației localității Ivankiv era vorbitoare de ucraineană (99,65%), existând în minoritate și vorbitori de alte limbi.